# 拉格莱族
拉格莱族是越南官方认定的54个民族之一，分布在越南的庆和省、宁顺省和平顺省。根据1999年人口普查，越南境内的拉格莱族有96,931人。他们与占族关系密切。
他们说拉格莱语，是南岛语系马来-波利尼西亚语族的一种语言。